# Niagara Falls Thunder
Niagara Falls Thunder byl kanadský juniorský klub ledního hokeje, který sídlil v Niagara Falls v provincii Ontario. V letech 1988–1996 působil v juniorské soutěži Ontario Hockey League (dříve Ontario Hockey Association). Založen byl v roce 1988 po přestěhování týmu Hamilton Steelhawks do Niagara Falls. Zanikl v roce 1996 přestěhováním do Erie, kde byl vytvořen tým Erie Otters. Své domácí zápasy odehrával v hale Niagara Falls Memorial Arena s kapacitou 3 000 diváků. Klubové barvy byly červená, bílá a černá.
Nejznámější hráči, kteří prošli týmem, byli např.: Keith Primeau, Paul Laus, Bryan Fogarty nebo Stan Drulia.

## Přehled ligové účasti
Zdroj: 
- 1988–1994: Ontario Hockey League (Emmsova divize)
- 1994–1996: Ontario Hockey League (Centrální divize)